# Зоншид
Зоншид (њем. Sonnschied) општина је у њемачкој савезној држави Рајна-Палатинат. Једно је од 96 општинских средишта округа Биркенфелд. Према процјени из 2010. у општини је живјело 134 становника. Посједује регионалну шифру (AGS) 7134086.

## Географски и демографски подаци
Зоншид се налази у савезној држави Рајна-Палатинат у округу Биркенфелд. Општина се налази на надморској висини од 400 метара. Површина општине износи 3,8 km². У самом мјесту је, према процјени из 2010. године, живјело 134 становника. Просјечна густина становништва износи 35 становника/km².